# Prymat

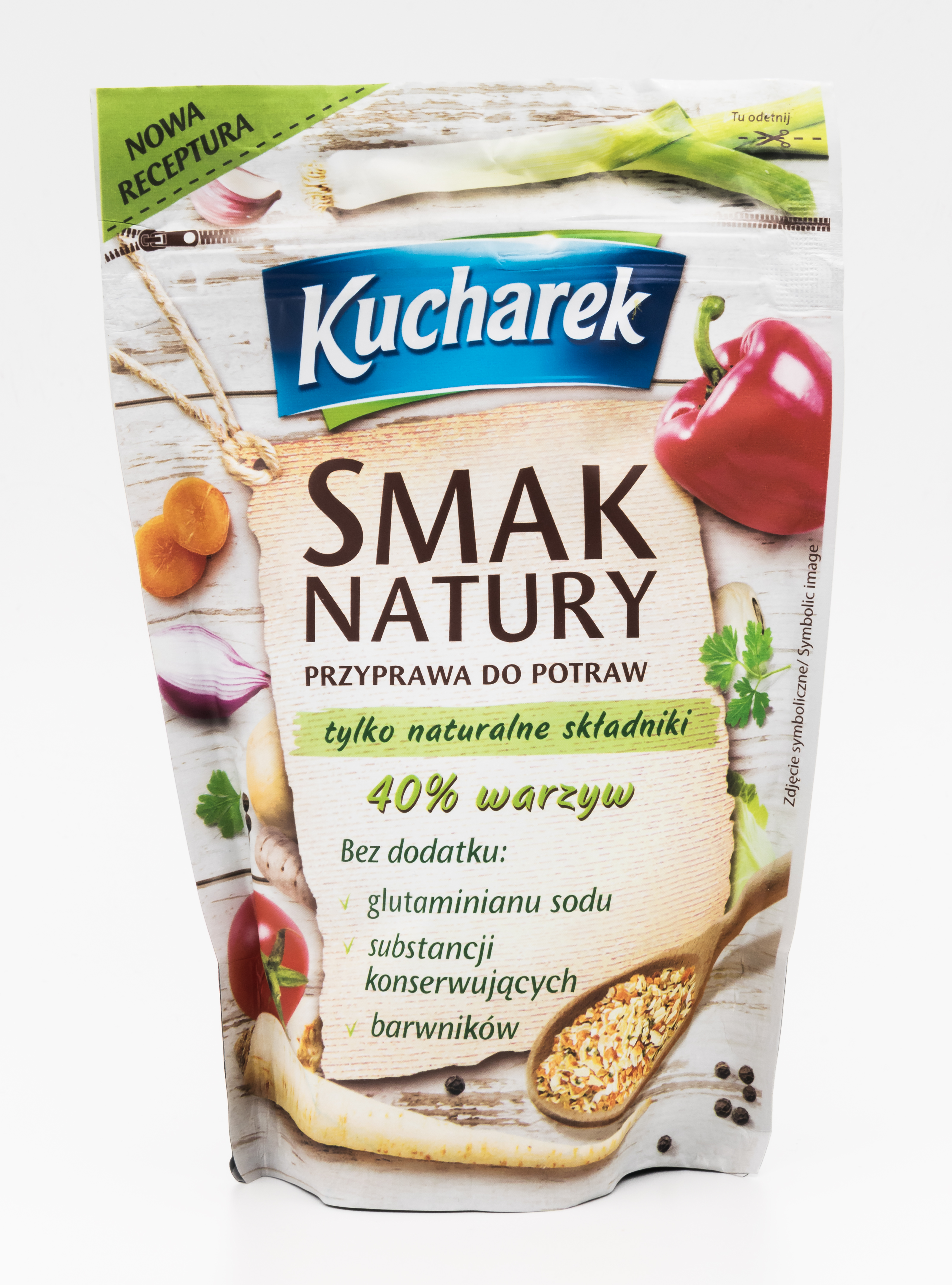
Przyprawa Kucharek Smak Natury produkowana przez przedsiębiorstwo

Prymat sp. z o.o. (dawniej Prima) – polskie przedsiębiorstwo powstałe w 1983 roku, specjalizujące się w produkcji przypraw i przetwórstwie owocowo-warzywnym. Przedsiębiorstwo zajmuje się produkcją na potrzeby rynku detalicznego, przemysłu i sektora HoReCa (Hotele, Restauracje, Catering). W styczniu 2023 roku, firma zatrudniała 1124 pracowników w kilku zakładach, znajdujących się na terenie 4 państw. Siedziba przedsiębiorstwa znajduje się w Jastrzębiu Zdrój, w województwie śląskim. Spółka zarządza markami: Prymat, Kucharek, To Naturalne, Smak, Nadir oraz Prymat GastroLine.

## Historia
- 1983 r. – początek działalności Grupy Prymat, pierwotnie pod nazwą Prima, produkcja przypraw i koncentratów spożywczych[2][4].
- 1995 r. – zarejestrowanie marki Prymat, początek produkcji przyprawy Kucharek[2].
- 1999 r. – rozpoczęcie produkcji na rzecz sektora HoReCa[2].
- 2006 r. – zmiana szaty graficznej logo, ambasadorem firmy zostaje kucharz Robert Sowa[2].
- 2007 r. – Prymat przejmuje czeską spółkę Pěkný-Unimex, zajmującą się produkcją przypraw[2].
- 2008 r. – spółka zakończyła wdrażanie informatycznego systemu produkcji SAP[2].
- 2009 r. – przejęcie polskiej firmy Smak, zajmującej się przetwórstwem owocowo-warzywnym[2].
- 2012 r. – nowa szata graficzna[2].
- 2017 r. – przejęcie Lacikonyha Magyarország Kft., węgierskiej spółki zajmującej się produkcją przypraw[2].
- 2017 r. – Przejęcie producenta przypraw dla przemysłu Kulinaria SA[2].
- 2019 r. – Została powołana do życia nowa spółka na rynku niemieckim – Prymat International GmbH[2].
- 2023 r. – zmiana opakowań produktów marki Prymat[2].

## Zakłady produkcyjne
Produkty marki Prymat wytwarzane są w zakładach zlokalizowanych na terenie czterech państw:
- Polska: Jastrzębie-Zdrój, Kraków, Żory, Tychy
- Niemcy: Zeven
- Węgry: Budapeszt
- Czechy: Humpolec, Veverská Bítýška

Ponadto produkty firmy dostępne są w następujących państwach:
Australia, Białoruś, Bośnia i Hercegowina, Bułgaria, Chiny, Chorwacja, Dania, Estonia, Rosja, Finlandia, Francja, Grecja, Hiszpania, Holandia, Irlandia, Islandia, Jordania, Kanada, Korea Południowa, Litwa, Łotwa, Macedonia, Mołdawia, Niemcy, Norwegia, Czechy, Portugalia, Republika Konga, Kosowo, Rumunia, Polska, Senegal, Słowacja, Szwecja, Turcja, Ukraina, USA, Wielka Brytania, Włochy.